# Jean de Joinville

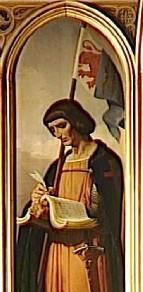
Jean de Joinville.

Jean de Joinville (1 de mayo de 1224 - 24 de diciembre de 1317). Uno de los mayores cronistas durante el medievo en Francia. 

## Biografía
Fue hijo de Simón de Joinville y Beatriz de Auxonne, miembro de una importante familia noble de Champaña, recibiendo la educación correspondiente a alguien de su clase en la corte del conde Teobaldo IV de Champaña, quien además fue rey de Navarra. Al morir su padre heredó su cargo de Senescal Hereditario de Champaña.
En 1241 acompañó al conde Teobaldo a la corte del rey francés Luis IX en Saumur. Como senescal de Champaña, abandonó a su mujer y a sus dos hijos en 1244 para luchar junto a los caballeros cristianos en la Séptima Cruzada (1248-1254) organizada por el rey, tal como había hecho su padre antes contra los Albigenses. Llegó a hacerse muy amigo del rey, convirtiéndose en su canciller y confidente, aunque perdió el deseo de correr de nuevo más aventuras y una segunda vez dejó que el rey partiera solo (1267) hacia la Octava Cruzada (1264-1270).
En 1250, cuando el rey y sus tropas fueron capturados, Joinville participó en las negociaciones y fue un importante soporte para el rey Luis en los difíciles momentos por los que atravesó la expedición; por ejemplo, al morir el hermano del rey, Roberto I de Artois.
En 1270, cuando Luis IX organizó la Octava Cruzada (1264-1270), se negó a acompañarlo aduciendo que el Reino lo necesitaba más que Tierra Santa y que la expedición se volvería un desastre, como en efecto sucedió: el rey murió en la expedición y años después, en 1282, el testimonio de Joinville fue fundamental para emprender el proceso de canonización del rey.
A petición de la reina de Navarra y Francia, Juana de Champaña, que era nieta de su mentor el conde Teobaldo IV, comenzó a escribir en 1305 sus memorias de la Séptima Cruzada, la llamada Histoire de Saint Louis, que terminó en 1309 habiendo ya fallecido la reina Juana, así que dedicó la obra a su primogénito el rey de Navarra y futuro rey Luis X de Francia. Jean de Joinville falleció en 1317 a los 93 años, casi 50 años después de San Luis, tras haber elevado en su castillo un altar a su amigo el rey. Su longevidad fue sorprendente en su época en la cual la esperanza de vida era de 40 a 45 años. Su cuerpo reposa en la iglesia de San Lorenzo ubicada junto al ahora en ruinas castillo de En-Haut de Joinville (Alto Marne).

## Obra
Al contrario que Geoffroy de Villehardouin, Joinville no domina la estructura del relato, pero a cambio posee una memoria excepcional para los menores detalles. Sus descripciones son vívidas y coloridas. Como historiador no cabe esperar de Joinville filosofía ni gran prenetración psicológica. Contempla sobre todo el mundo exterior: es menos un historiador que un narrador cuyo relato posee la preciosa cualidad de hablar a la imaginación. En su Historia de San Luis el héroe y el autor son igualmente amables: uno representa la humanidad media de entonces, el otro su más alto grado de elevación. Y se encuentra placer en revivir una época entera a través de estos dos retratos.